# Revista Verde Europea
La Revista Verde Europea (Green European Journal) es una revista impresa bianual y en línea que publica análisis, debates y entrevistas sobre ecología política, temas de actualidad y temas de importancia para el movimiento verde. La revista se publica en inglés y ofrece traducciones a 21 idiomas.

## Descripción general
La revista se creó en 2012 con el objetivo de proporcionar un lugar para el debate a nivel europeo entre el movimiento verde en Europa. 
Apoyado por el Parlamento Europeo,  la Revista Verde Europea está vinculada a la Fundación Verde Europea, pero es editorialmente independiente de ella. 
Aunque tiene su sede en Bruselas, Bélgica, la revista cubre análisis en un contexto europeo. Cuenta con varias organizaciones y publicaciones asociadas en diferentes países europeos, incluidas Bright Green, Krytyka Polityczna y la Fundación Heinrich Böll, entre otras. 

## Edición impresa
Las ediciones impresas la Revista Verde Europea analizan en profundidad un tema determinado y aparecen aproximadamente dos veces al año.  El primer número publicado en 2012 se centró en la crisis económica europea.  Los números posteriores han cubierto diversos temas, entre ellos cambio climático, decrecimiento, agricultura, seguridad, COVID-19, entre otros.     
Los números impresos están diseñados por Claire Allard  y cuentan con ilustraciones del ilustrador belga Klaas Verplancke.   Están disponibles para leer en línea y ordenar en forma impresa. 

## Medios en línea
La revista publica artículos en línea durante todo el año en su sitio web sobre una variedad de temas que van desde el Nuevo pacto verde y la ecología decolonial hasta la geopolítica del colapso climático. Publica predominantemente en inglés junto con artículos y traducciones en otros 21 idiomas. 

## Podcast
La revista también publica versiones en audio de artículos seleccionados en forma de pódcast titulado Green Wave. Policylab.eu lo catalogó como uno de los mejores pódcasts sobre política de la UE.  Está disponible en todas las plataformas de pódcast para escuchar y descargar.

## Contribuyentes notables
Autores notables cuyo trabajo ha sido publicado en la Revista Verde Europea incluyen a Vandana Shiva, Amitav Ghosh, Rosi Braidotti, Ulrike Guérot, Michel Bauwens, Natalie Bennett, Daniel Cohn-Bendit, Olivier De Schutter, Cory Doctorow, Joschka Fischer, David Graeber, Chantal Mouffe, Kate Raworth y Yanis Varoufakis .

## Premios
La Revista Verde Europea ha sido galardonado con la Casa de la UE. y fue reconocido como uno de los mejores sitios web .eu de 2019 por EURid. 